# Grosse Tragl
Grosse Tragl är en bergstopp i Österrike.   Den ligger i distriktet Liezen och förbundslandet Steiermark, i den centrala delen av landet, 190 km väster om huvudstaden Wien. Toppen på Grosse Tragl är 2 094 meter över havet.
Terrängen runt Grosse Tragl är bergig åt nordväst, men åt sydost är den kuperad. Närmaste större samhälle är Liezen, 16,0 km öster om Grosse Tragl. 
I omgivningarna runt Grosse Tragl växer i huvudsak blandskog. Runt Grosse Tragl är det ganska glesbefolkat, med 25 invånare per kvadratkilometer.